# Trine Skei Grande
Trine Skei Grande, née le 2 octobre 1969 à Overhalla, est une femme politique norvégienne, présidente du parti Venstre de 2010 à 2020.